# Virgilio Rosario
Virgilio Rosario (ur. 1499 w Spoleto, zm. 22 maja 1559 w Rzymie) – włoski duchowny katolicki, kardynał, biskup Ischii, wikariusz generalny Rzymu.
27 sierpnia 1554 został wybrany biskupem Ischii, którym pozostał już do śmierci. 24 lutego 1555 przyjął sakrę z rąk kardynała Giovanniego Michele Saraceniego (współkonsekratorami byli biskupi Ascanio de Ferrariis i Fabio Mirto).
15 marca 1557 Paweł IV wyniósł go do godności kardynalskiej.